# Georg Stahl (Architekt)
Georg Stahl (* 28. Juni 1880 in Cannstatt; † 17. Oktober 1974 in Stuttgart) war ein deutscher Architekt, der in Stuttgart lebte und arbeitete. Zeitweise war er mit dem Architekten Arthur Bossert (1879–1945) assoziiert.

## Leben
Im Wintersemester 1900/1901 studierte Georg Stahl Architektur an der Technischen Hochschule Stuttgart und hatte seinen Wohnsitz an der Fabrikstraße 16a in Cannstatt. Georg Stahl war mit der Fabrikantentochter Gertrud Lutz verheiratet und hatte mit ihr drei Kinder: Gisela, Lisette und Jörg (gefallen im Zweiten Weltkrieg). Die Familie Stahl wohnte in Stuttgart-Nord, Parlerstraße 13. Georg Stahl war 1898/99 bei der Akademischen Verbindung Vitruvia aktiv.
Georg Stahl war während des Zweiten Weltkriegs in Krakau tätig, von Dezember 1940 bis zum Ende der deutschen Besatzung als Leiter von Hochbau- and Stadtplanungsamt. Krakau wurde zu dieser Zeit zur Hauptstadt des Generalgouvernements ausgebaut. Neben Umgestaltungen in der historischen Altstadt im Sinne der NS-Weltanschauung, wie dem Rückbau der modernistischen Attika des Feniks-Kaufhauses am Marktplatz, dem Rückbau des historischen Küchenflügels des Wawels zugunsten eines Regierungssitzes für Hans Frank, wurden große städtebauliche Projekte vorangetrieben, wie die Planung eines Deutschen Viertels.

## Bauten und Entwürfe

### Stuttgart
- 1899/1900: Wohn- und Geschäftshäuser Lerchenstraße 83, 85 (mit Arthur Bossert; erhalten)
- 1899/1900: Wohn- und Geschäftshäuser Schwabstraße 102, 104 (mit Arthur Bossert; erhalten)
- 1907: Gebäude Lessingstraße 6 (mit Arthur Bossert)
- 1907: Gebäude Lessingstraße 8 (mit Arthur Bossert; erhalten)
- 1908: Einfamilienhaus (auch als „Familienhaus“ bezeichnet) auf der Württembergischen Bauausstellung 1908[5][6]
- 1908: Gebäude Lenzhalde 42 (mit Arthur Bossert; erhalten)
- 1909: Gebäude Eduard-Pfeiffer-Straße 8 (mit Arthur Bossert; erhalten)
- 1909: Wohnhaus für Arthur Bossert, Eduard-Pfeiffer-Straße 12 (mit Arthur Bossert)
- 1910/1911: Wohn- und Geschäftshaus Hölderlinplatz 4 (mit Arthur Bossert)
- 1911: Villa für Leo von Vetter (1842–1923), Rohrackerstraße 170 (mit Arthur Bossert; erhalten)
- 1912: Gebäude Hauptmannsreute 21 (mit Arthur Bossert)
- 1913: Villa Goebel, Bopserwaldstraße 39 (mit Arthur Bossert; erhalten)
- 1922: Wohnhäuser Diemershaldenstraße 11/11a (7/9) (mit Arthur Bossert; nur Villa Felix – Hausnummer 9 – erhalten)
- 1922: Wohnhaus Am Bismarckturm 6 (gemeinsam mit Arthur Bossert und Paul Darius (1893–1962); erhalten)[7]
- 1926/1928: städtebauliche Planung für die Raitelsbergsiedlung[8] (gemeinsam mit Eugen Steigleder; Ausführung in Kooperation mit Alfred Daiber und weiteren Architekten)[9]

### Bad Urach
- um 1914: „Villa Irene“, Hirschseeweg, des Fabrikanten Erwin Groß[10] (auch Erwin Gross)[11] (mit Arthur Bossert)

### Schwäbisch Hall
- 1912: Villa Auf der Schied 15 und 15a (mit Arthur Bossert; erhalten)

### Backnang
- 1933/34: Villen Richard Schweizer und Fritz Schweizer, Auf dem Hagenbach 50 (erhalten) und Auf dem Hagenbach 52 im Auftrag von Klara Schweizer, die die Villen für ihre beiden Söhne bauen ließ, die in dritter Generation[12] die Lederfabrik Schweizer an der Bleichwiese führten.

### Krakau
- um 1941: Umbau des Kaufhauses Feniks am Marktplatz unter Rückbau des modernistischen Attikageschosses des Architekten Adolf Szyszko-Bohusz[13]